# 세라 스누크
세라 스누크(Sarah Snook, 1987년 7월 28일 ~ )는 오스트레일리아의 배우이다. 《타임 패러독스》(2014)로 2015년 제4회 AACTA 어워드 여우주연상을 수상했으며, HBO 드라마 《석세션》(2018-23)으로 프라임타임 에미상, 골든 글로브상, 미국 배우 조합상, 크리틱스 초이스 영화상, 새틀라이트상 등을 받았다.

## 출연 작품

### 영화
- 슬리핑 뷰티 (2011)
- Sisters of War (2012) - 텔레비전 영화
- 타임 패러독스 (2014)
- 제시벨 (2014)
- 드레스메이커 (2015)
- 스티브 잡스 (2017) - 앤드리아 "앤디" 커닝햄 역
- 유리성 (2017)
- 윈체스터 (2018)
- 그녀의 조각들 (2020)
- 런 래빗 런 (2023) - 세라 역

### 텔레비전
- 올 세인츠 (2009)
- 팩트 투 더 래프터즈 (2011)
- 블랙 미러 (2016)
- 석세션 (2018-23) - 시본 "시브" 로이 역
- 로봇 치킨 (2019) - 목소리

### 연극
- 리어왕 (2009)
- 건축가 솔네스 (2016)
- 세인트 존 (2018)
- 도리언 그레이의 초상 (2024)